# Polycentropus iculus
Polycentropus iculus là một loài Trichoptera trong họ Polycentropodidae. Chúng phân bố ở miền Tân bắc.